# Радушинский сельсовет
Радушинский сельсовет — упразднённая административно-территориальная единица, существовавшая на территории Рязанской губернии и Московской области до 1936 года.
Радушинский сельсовет был образован в первые годы советской власти. В конце 1920-х годов он входил в состав Зарайской волости Зарайского уезда Рязанской губернии.
В 1929 году Радушинский с/с был отнесён к Зарайскому району Коломенского округа Московской области.
В 1935 году из Радушинского с/с был выделен Протекинский с/с.
5 апреля 1936 года Радушинский с/с был упразднён. При этом его территория была передана в Протекинский с/с.